# Saison 2014 des Red Sox de Boston
La saison 2014 des Red Sox de Boston est la 114e saison en Ligue majeure de baseball pour cette franchise.
Sacrés champions du baseball majeur avec leur triomphe en Série mondiale 2013, les Red Sox retombent en 2014 à l'endroit où ils se trouvaient en 2012, c'est-à-dire au dernier rang de la division Est de la Ligue américaine. Au cours d'une saison à oublier, les Bostonnais encaissent 91 défaites, soit 26 de plus qu'en 2013, et ne remportent que 71 matchs. Les mauvaises performances amènent le club à échanger plusieurs joueurs importants, tels Jon Lester, John Lackey et Jake Peavy. Une transaction avec Oakland leur permet d'acquérir Yoenis Céspedes.

## Contexte
Après leur catastrophique saison 2012, les Red Sox, à présent dirigés par John Farrell, passent en 2013 de la dernière à la première place de la division Est de la Ligue américaine en gagnant 28 parties de plus que l'année précédente pour remettre une fiche de 97 gains et 65 défaites, la meilleure du baseball avec celle des Cardinals de Saint-Louis,. Après avoir traversé avec succès les deux premières rondes des séries éliminatoires face à Tampa Bay et Détroit, les Red Sox retrouvent les Cardinals en finale et remportent la Série mondiale 2013 pour un 3e sacre en 10 ans.

## Intersaison

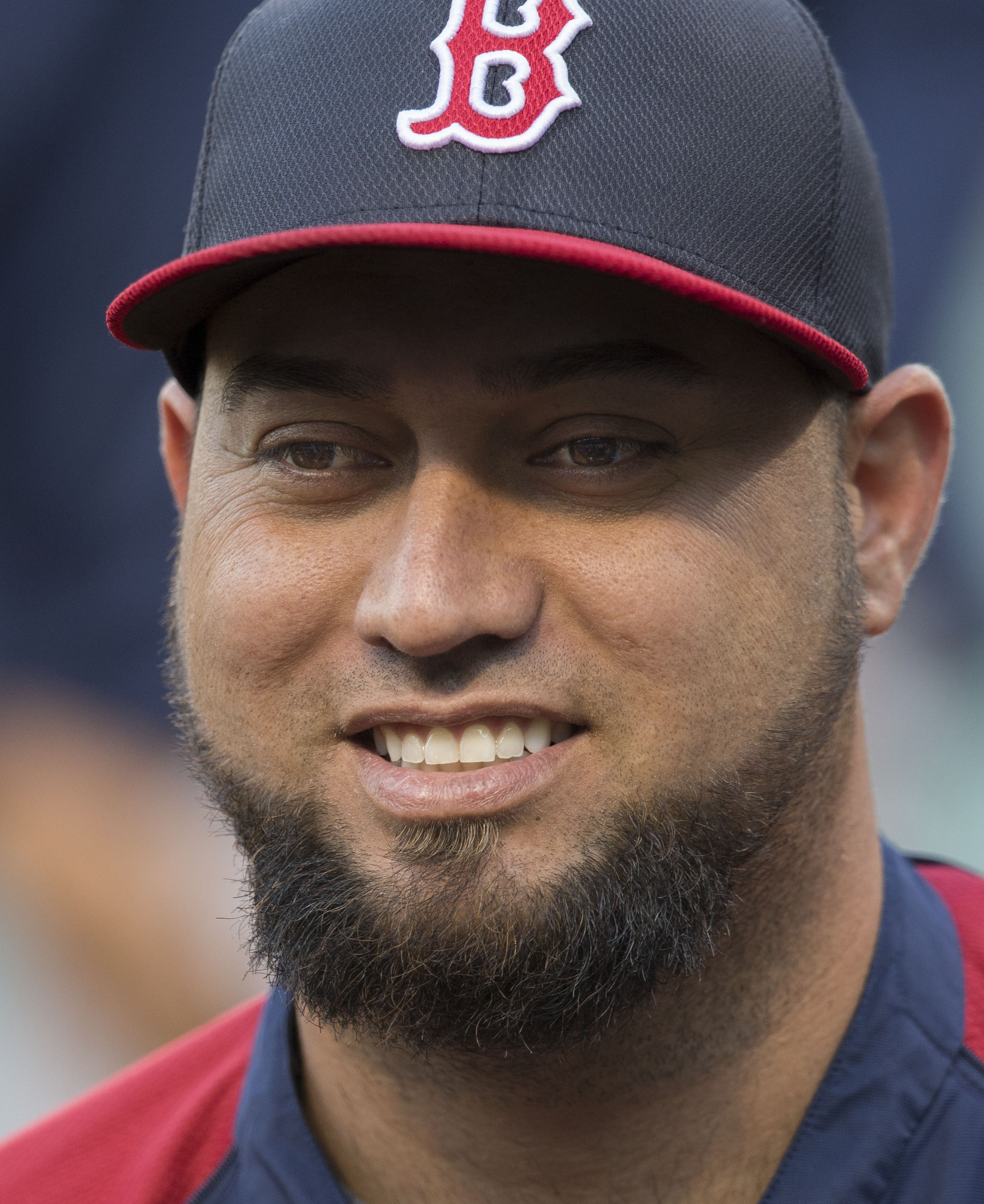
Edward Mujica, lanceur de relève droitier

Durant la saison morte, les Red Sox encaissent un dur coup. Incapables de retenir leur joueur de champ extérieur étoile Jacoby Ellsbury, devenu agent libre après 7 saisons à Boston, ils voient celui-ci partir chez leurs grands rivaux, les Yankees de New York, de qui il accepte le 7 décembre 2013 un contrat de 153 millions de dollars pour 7 années. Les champions en titre perdent aussi leur receveur principal, Jarrod Saltalamacchia, qui rejoint le 6 décembre les Marlins de Miami pour 3 saisons. En revanche, les Red Sox retiennent les services de Mike Napoli, receveur devenu premier but, qui au terme de sa première année avec Boston accepte un nouveau contrat de 2 ans. Pour remplacer Saltalamacchia derrière le marbre, Boston avait prévu le coup en engageant le 4 décembre A.J. Pierzynski, qui quitte les Rangers du Texas après une seule saison et rejoint les Sox pour un an.
Le 22 novembre 2013, les Red Sox obtiennent des Brewers de Milwaukee le lanceur de relève droitier Burke Badenhop, acquis en échange de Luis Ortega, un lanceur gaucher des ligues mineures. Le 18 décembre suivant, Boston cède aux Rockies du Colorado le releveur gaucher Franklin Morales et le lanceur des ligues mineures Chris Martin pour recevoir Jonathan Herrera, un joueur de champ intérieur.
Boston engage aussi durant l'hiver Grady Sizemore, un voltigeur qui n'a pas joué depuis 2011 en raison de blessures. Il accepte un contrat d'une saison. Le lanceur de relève droitier Edward Mujica, qui s'est montré utile aux Cardinals de Saint-Louis au cours des saisons 2012 et 2013, rejoint les Red Sox sur un contrat de deux années. Le 22 février, le lanceur partant gaucher Chris Capuano est engagé pour un an par Boston après avoir joué deux saisons avec les Dodgers de Los Angeles.
Les Red Sox ne proposent pas de nouveaux contrats aux joueurs de champ intérieur Stephen Drew et John McDonald. Le voltigeur Quintin Berry s'engage quant à lui chez les Orioles de Baltimore. Le lanceur de relève droitier Andrew Bailey, que les Red Sox espéraient utiliser comme stoppeur mais qui, souvent blessé, n'a presque pas joué pour Boston depuis son acquisition des A's d'Oakland deux ans plus tôt, signe un contrat des ligues mineures avec les Yankees de New York. Après un bref passage chez les Sox en 2013, le lanceur de relève gaucher Matt Thornton quitte aussi pour les Yankees. Après deux ans chez les Giants de San Francisco, le releveur gaucher José Mijares rejoint les Red Sox, qui engagent aussi Shunsuke Watanabe, un lanceur droitier de 37 ans expert de la balle sous-marine qui jouait depuis 13 saisons chez les Chiba Lotte Marines en Ligue Pacifique du Japon. Ce dernier accepte des Sox un contrat des ligues mineures.

## Calendrier pré-saison
L'entraînement de printemps 2014 des Red Sox se déroule du 27 février au 29 mars.

## Saison régulière
La saison régulière de 162 matchs des Red Sox débute le 31 mars par une visite aux Orioles de Baltimore et se termine le 28 septembre suivant. Le premier match local au Fenway Park de Boston est joué le 4 avril contre les Brewers de Milwaukee.

### Classement
| Ligue américaine (Division Est) | V  | D  | %    | Diff. | Diff. (séries) |
| ------------------------------- | -- | -- | ---- | ----- | -------------- |
| Orioles de Baltimore            | 96 | 66 | ,593 | -     | -              |
| Yankees de New York             | 84 | 78 | ,519 | 12    | 4              |
| Blue Jays de Toronto            | 83 | 79 | ,512 | 13    | 5              |
| Rays de Tampa Bay               | 77 | 85 | ,475 | 19    | 11             |
| Red Sox de Boston               | 71 | 91 | ,438 | 25    | 17             |

### Juillet
- 26 juillet : Les Red Sox échangent le lanceur partant droitier Jake Peavy aux Giants de San Francisco contre le lanceur partant gaucher Edwin Escobar et le releveur droitier Heath Hembree[19].

### Août
- 16 août : Face aux Astros de Houston à Fenway Park, David Ortiz frappe ses 400e et 401e circuits dans l'uniforme des Red Sox[20], le 3e plus haut total de l'histoire de la franchise après Ted Williams (521) et Carl Yastrzemski (452)[21].
- 23 août : Le voltigeur Rusney Castillo, qui a fait défection de Cuba en 2013, signe un contrat de 7 ans pour 72,5 millions de dollars US avec les Red Sox[22].

### Septembre
- 10 septembre : Les Red Sox sont officiellement éliminés de la course aux séries éliminatoires[23].

## Effectif actuel
- Lanceurs partants : Clay Buchholz, Joe Kelly, Rubby De La Rosa, Anthony Ranaudo, Brandon Workman
- Releveurs : Burke Badenhop, Craig Breslow, Tommy Layne, Junichi Tazawa, Edward Mujica, Koji Uehara
- Receveurs : David Ross, Christian Vazquez
- Premier but : Mike Napoli
- Deuxième but: Dustin Pedroia
- Troisième but: Brock Holt, Will Middlebrooks
- Arrêt-court: Xander Bogaerts
- Voltigeurs : Yoenis Céspedes, Daniel Nava, Jackie Bradley, Jr., Allen Craig, Mookie Betts
- Frappeur désigné : David Ortiz